# Новомихайлівське (Запорізький район)
Но́вомихайлівське — село в Україні, у Запорізькому районі Запорізької області. Входить до складу Михайло-Лукашівської сільської громади.
Площа села — 34,7 га. Кількість дворів — 34, кількість населення на 01.01.2007 р. — 77 чол.

## Географія
Село Новомихайлівське знаходиться на відстані 1,5 км від села Задорожнє та за 2 км від села Михайло-Лукашеве. У селі бере початок балка Мечетна. Поруч проходить автомобільна дорога Н15.
Село розташоване за 15 км від міста Вільнянськ, за 45 км від обласного центра.
Найближча залізнична станція — Вільнянськ — знаходиться за 15 км від села.

## Історія
Село виникло на початку XIX ст., на землях поміщика Лукашевича, сюди направлялись кріпацькі сім'ї.
7 (20) листопада 1917 року, відповідно до Третього Універсалу Української Центральної Ради, увійшло до складу Української Народної Республіки.
Внаслідок поразки Перших визвольних змагань село надовго окуповане більшовицькими загарбниками.
В 1931 році Новомихайлівське ввійшло до артілі «Зоря».
В 1932–1933 селяни пережили сталінський геноцид.
З 24 серпня 1991 року село входить до складу незалежної України.
До 2020 року було у складі Михайло-Лукашівської сільської ради.
12 червня 2020 року, відповідно до розпорядження Кабінету Міністрів України № 713-р «Про визначення адміністративних центрів та затвердження територій територіальних громад Запорізької області», село увійшло до складу Михайло-Лукашівської сільської громади.
19 липня 2020 року, в результаті адміністративно-територіальної реформи та ліквідації Вільнянського району, село увійшло до складу новоутвореного Запорізького району.

## Населення

### Мова
Розподіл населення за рідною мовою за даними перепису 2001 року:
| Мова       | Кількість | Відсоток |
| ---------- | --------- | -------- |
| українська | 74        | 91.36%   |
| російська  | 7         | 8.64%    |
| Усього     | 81        | 100%     |

## Постаті
- Шумило Анатолій Іванович (1977—2015) — солдат Збройних сил України, учасник російсько-української війни 2014—2017.